# أباريليكس (عقار)

الصيغة الكيميائية للعقار أباريليكس

أباريليكس (بالإنجليزية: Abarelix)‏ كما يدعى plenaxis. دواء يستخدم لخفض كمية التيستوستيرون المنتج في أجسام المرضى الذين يعانون من اعراض متقدمة لسرطان البروستات وذلك عند عدم توفر أي خيارات أخرى للعلاج، بسبب أعراضة الجانبية الفورية والقوية. وهو ينتمي إلى أسرة من العلاجات تسمى gonadotropin-releasing hormone (GnRH) antagonists.

## قراءة خارجية
- Plenaxis™ (abarelix for injectable suspension)
- صفحة العقار لدى الإف دي إيه